# جامعة أترخت
جامعة أُترِخت أو (نقحرة: أوتريخت) (بالهولندية: Universiteit Utrecht) واسمها الرسمي جامعة أُترِخت الوطنية (بالهولندية: Rijksuniversiteit Utrecht) هي جامعة مقرها أُترِخت في هولندا، وهي من أقدم جامعات هولندا وواحدة من أكبر جامعات أوروبا. تأسست في 26 مارس 1636.
في سنة 2008 كان عدد طلبة جامعة أُترِخت 29082 طالبًا، وعدد العاملين وأعضاء هيئة التدريس بها 8614، منهم 570 أستاذًا. وقد منحت الجامعة سنة 2004 ما جملته 358 دكتوراه، ونشر باحثوها حوالي 7010 مقالة علمية. قدرت ميزانية الجامعة سنة 2008 بحوالي 715 مليون يورو.

## المكانة الأكاديمية
تعد جامعة أُترِخت أفضل جامعة في هولندا وفقًا لكل من تصنيف التايمز للتعليم العالي لجامعات العالم لسنة 2011 وتصنيف شنغهاي لجامعات العالم لسنة 2011، وتحتل المرتبة الثامنة عشرة بين جامعات أوروبا والمرتبة 68 عالميًا في تصنيف التايمز، بينما تحتل المرتبة 12 أوروبيًا و48 عالميًا في تصنيف شنغهاي.

## شعار الجامعة

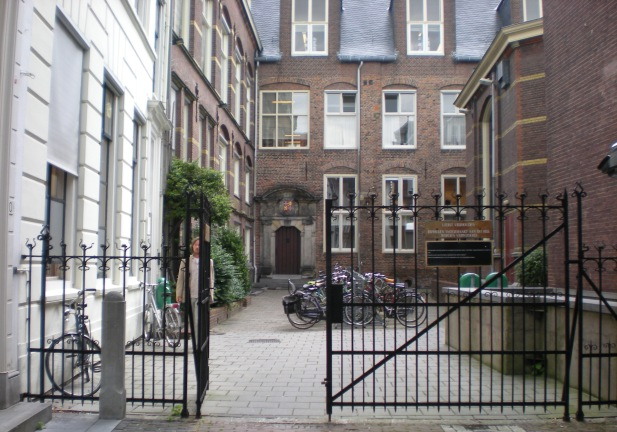
المكتبة القانونية (بالهولندية: Juridische Bibliotheek) بجامعة أُترِخت

شعار الجامعة عبارة لاتينية تقول «يا شمس الحق، اسطعي فوقنا» (باللاتينية: Sol Iustitiae Illustra Nos)، وهي ترجمة لاتينية حرفية لعبارة وردت في سفر ملاخي بالعهد القديم.

## كليات الجامعة
تتألف جامعة أُترِخت من 7 كليات هي:
- كلية الإنسانيات
  - قسم الآداب واللغات
  - قسم اللاهوت
  - قسم الفلسفة
- كلية العلوم الاجتماعية والسلوكية
- كلية الحقوق والاقتصاد والحكم
  - مدرسة جامعة أُترِخت للاقتصاد
  - مدرسة جامعة أُترِخت للقانون
  - مدرسة جامعة أُترِخت للحكم
- كلية العلوم الأرضية
  - قسم علوم الأرض
  - قسم الجغرافيا الفيزيائية
  - العلوم البيئية ودراسات الإبداع

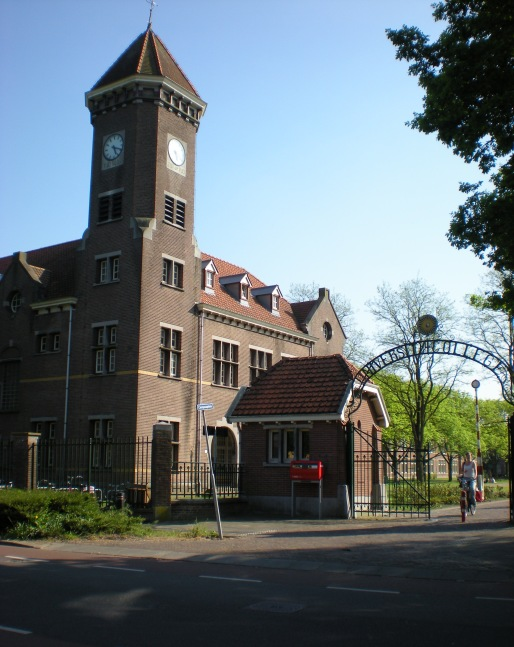
مدخل الكلية الجامعية في أُترِخت

  - قسم الجغرافيا البشرية وتخطيط المدن
- كلية الطب
- كلية الطب البيطري
- كلية العلوم
  - قسم علم الأحياء
  - قسم الكيمياء
  - قسم علوم المعلومات والحاسب
  - قسم العلوم الصيدلية
  - قسم الفيزياء والفلك

كما تضم الجامعة ثلاث وحدات مشتركة بين الكليات هي:
- الكلية الجامعية/أكاديمية روزفلت
- معهد الأخلاقيات
- معهد إيفلوس للتربية

## من مشاهير الخريجين والأساتذة
- بيتر ديباي: فيزيائي، حاصل على جائزة نوبل في الفيزياء سنة 1936.
- رينيه ديكارت: فيلسوف ورياضياتي فرنسي.
- كريستيان أيكمان: طبيب وعالم أمراض، حاصل على جائزة نوبل في الطب سنة 1929.
- فيلم أينتهوفن، طبيب وفيزيائي، حاصل على جائزة نوبل في الطب سنة 1924.
- جيرارت هوفت: فيزيائي، حاصل على جائزة نوبل في الفيزياء سنة 1999.
- نيكولاس بلومبرجن: فيزيائي، حاصل على جائزة نوبل في الفيزياء سنة 1981.
- ياكوبس فانت هوف: كيميائي، حاصل على جائزة نوبل في الكيمياء سنة 1901.
- ياكوبس كابتين: عالم فلك.
- تجالينغ كوبمانز: اقتصادي، حاصل على جائزة نوبل في الاقتصاد سنة 1975.
- مارتينوس فيلتمان: فيزيائي، حاصل على جائزة نوبل للفيزياء سنة 1999.
- فيلهلم كونراد رونتغن: فيزيائي ألماني، حاصل على جائزة نوبل في الفيزياء عام 1901.
- ليو بولد روزيتشكا: كيميائي كرواتي، حاصل على جائزة نوبل في الكيمياء سنة 1939.
- جوان فيرييه ابنة أول رئيس لسورينام هو يوهان فيريي

## وصلات خارجية
- الموقع الرسمي للجامعة